# Rezolucija Vijeća sigurnosti UN-a 936
Rezolucijom Vijeća sigurnosti UN-a 936, jednoglasno usvojenom 8. srpnja 1994., nakon ponovnog potvrđivanja rezolucija 808 (1993.) i 827 (1994.), Vijeće je imenovalo Richarda Goldstonea, suca Ustavnog suda Južne Afrike, za tužitelja na Međunarodnom kaznenom sudu. za bivšu Jugoslaviju (ICTY).

## Vanjske poveznice
| Wikizvor | Engleski Wikizvor ima izvorni tekst na temu: United Nations Security Council Resolution 936 |

- Text of the Resolution at undocs.org